# Міста Чернігівської області

Чернігівська область на карті України

До складу Чернігівської області входять 16 міст. Найбільшим за населенням є Чернігів, 282 747 осіб за даними Державної служби статистики України від 1 січня 2022 року.
Отримати статус міста в України мають право населені пункти, які мають населення понад 10 000 осіб. Цей статус мають чимало міст, які не задовольняють цій вимозі, виходячи з їхнього історичного, економічного або географічного значення. До міської території часто входять прилеглі поселення, які становлять з ним єдину соціальну, економічну та історичну спільність.
Статус міста можна отримати лише за окремим законом вищого законодавчого органу України — Верховної Ради України, у якому зазначено, що «переважна
У списку показані міста Чернігівської області, офіційні назви українською мовою, їхня площа, населення (за даними перепису 2001 року й інформації Державної служби статистики України від 1 січня 2022 року), географічні координати адміністративних центрів, мовний склад (зазначені мови, що становлять понад 1 % від населення громади за даними Всеукраїнського перепису населення 2001 року), положення на карті області.
До адміністративно-територіальної реформи 2020 року в області налічувалося чотири міста обласного значення: Чернігів, Новгород-Сіверський, Ніжин і Прилуки, решта 12 міст (Батурин, Бахмач, Бобровиця, Борзна, Городня, Ічня, Корюківка, Мена, Носівка, Остер, Семенівка, Сновськ) мали статус міст районного значення. Внаслідок адміністративно-територіальної реформи 2020 року усі міста в Україні (в тому числі і обласні центри, і міста обласного значення) включені до складу районів.

## Список міст
| Назва               | Зображення | Площа (км²) | Населення (за роками перепису та державної статистики) | Населення (за роками перепису та державної статистики) | Рідна мова (2001)                                          | Карта                                                                                      |
| Назва               | Зображення | Площа (км²) | 2001                                                   | 2022                                                   | Рідна мова (2001)                                          | Карта                                                                                      |
| ------------------- | ---------- | ----------- | ------------------------------------------------------ | ------------------------------------------------------ | ---------------------------------------------------------- | ------------------------------------------------------------------------------------------ |
| Батурин             |            | 7,00        | 3 078                                                  | 2 406                                                  | українська — 94,78 % російська — 3,20 % циганська — 1,83 % | 51°20′19″ пн. ш. 32°52′38″ сх. д. / 51.33861° пн. ш. 32.87722° сх. д. · Батурин            |
| Бахмач              |            | 18,90       | 20 332                                                 | 16 862                                                 | українська — 95,03 % російська — 4,51 %                    | 51°10′32″ пн. ш. 32°49′38″ сх. д. / 51.17556° пн. ш. 32.82722° сх. д. · Бахмач             |
| Бобровиця           |            | 18,90       | 11 916                                                 | 10 541                                                 | українська — 97,22 % російська — 2,31 %                    | 50°45′0″ пн. ш. 31°23′11″ сх. д. / 50.75000° пн. ш. 31.38639° сх. д. · Бобровиця           |
| Борзна              |            | 10,80       | 11 707                                                 | 9 454                                                  | українська — 97,80 % російська — 1,97 %                    | 51°15′11″ пн. ш. 32°25′45″ сх. д. / 51.25306° пн. ш. 32.42917° сх. д. · Борзна             |
| Городня             |            | 12,20       | 14 043                                                 | 11 506                                                 | українська — 86,14 % російська — 13,41 %                   | 51°53′35″ пн. ш. 31°35′41″ сх. д. / 51.89306° пн. ш. 31.59472° сх. д. · Городня            |
| Ічня                |            | 16,16       | 12 780                                                 | 10 390                                                 | українська — 97,83 % російська — 2,00 %                    | 50°51′22″ пн. ш. 32°22′38″ сх. д. / 50.85611° пн. ш. 32.37722° сх. д. · Ічня               |
| Корюківка           |            | 22          | 14 318                                                 | 12 202                                                 | українська — 96,93 % російська — 2,81 %                    | 51°46′22″ пн. ш. 32°16′23″ сх. д. / 51.77278° пн. ш. 32.27306° сх. д. · Корюківка          |
| Мена                |            | 15,684      | 12 940                                                 | 10 935                                                 | українська — 96,70 % російська — 2,90 %                    | 51°31′27″ пн. ш. 32°13′16″ сх. д. / 51.52417° пн. ш. 32.22111° сх. д. · Мена               |
| Ніжин               |            | 50,5        | 76 625                                                 | 65 830                                                 | українська — 89,54 % російська — 8,89 %                    | 51°2′34″ пн. ш. 31°52′25″ сх. д. / 51.04278° пн. ш. 31.87361° сх. д. · Ніжин               |
| Новгород-Сіверський |            | 11,81       | 15 175                                                 | 12 375                                                 | українська — 65,77 % російська — 34,01 %                   | 52°0′31″ пн. ш. 33°16′25″ сх. д. / 52.00861° пн. ш. 33.27361° сх. д. · Новгород-Сіверський |
| Носівка             |            | 26,85       | 15 966                                                 | 12 908                                                 | українська — 97,17 % російська — 2,14 %                    | 50°55′48″ пн. ш. 31°34′48″ сх. д. / 50.93000° пн. ш. 31.58000° сх. д. · Носівка            |
| Остер               |            | 14,13       | 7 194                                                  | 5 564                                                  | українська — 92,87 % російська — 6,47 %                    | 50°56′55″ пн. ш. 30°52′52″ сх. д. / 50.94861° пн. ш. 30.88111° сх. д. · Остер              |
| Прилуки             |            | 42          | 64 861                                                 | 51 637                                                 | українська — 92,91 % російська — 6,77 %                    | 50°35′21″ пн. ш. 32°23′08″ сх. д. / 50.58917° пн. ш. 32.38556° сх. д. · Прилуки            |
| Семенівка           |            | 19,9        | 9 656                                                  | 7 792                                                  | українська — 78,80 % російська — 20,88 %                   | 52°10′22″ пн. ш. 32°35′32″ сх. д. / 52.17278° пн. ш. 32.59222° сх. д. · Семенівка          |
| Сновськ             |            | 12,8        | 12 315                                                 | 10 620                                                 | українська — 78,03 % російська — 21,68 %                   | 51°49′13″ пн. ш. 31°57′03″ сх. д. / 51.82028° пн. ш. 31.95083° сх. д. · Сновськ            |
| Чернігів            |            | 79          | 304 994                                                | 282 747                                                | українська — 74,01 % російська — 24,50 %                   | 51°29′28″ пн. ш. 31°17′55″ сх. д. / 51.49111° пн. ш. 31.29861° сх. д. · Чернігів           |